# Ranunculus lambayequensis
Ranunculus lambayequensis là một loài thực vật có hoa trong họ Mao lương. Loài này được T. Duncan & Sagást. miêu tả khoa học đầu tiên năm 1990.